# リア・チャクラボルティー
リア・チャクラボルティー（Rhea Chakraborty、1992年7月1日 - ）は、インドの女優。MTVインディアのビデオジョッキーとしてキャリアを始め、2013年に『Mere Dad Ki Maruti』でボリウッドデビューした。

## 生い立ち
カルナータカ州ベンガルールのベンガル人家庭に生まれ、アンバーラーの陸軍公立学校で教育を受けた。

## キャリア
2009年にMTVインディアの『TVS Scooty Teen Diva』でビデオジョッキーとしてキャリアを始める。その後、MTVデリーのオーディションに合格して『Pepsi MTV Wassup』『TicTac College Beat』『MTV Gone in 60 Seconds』などでビデオジョッキーを務めた。
2012年にテルグ語映画『Tuneega Tuneega』で女優デビューし、2013年に『Mere Dad Ki Maruti』でボリウッドデビューする。2014年には『Sonali Cable』で主演を務め、アリ・ファザルと共演した。2017年に『Bank Chor』でリテーシュ・デーシュムク、ヴィヴェーク・オベロイと共演し、『Half Girlfriend』『Dobaara: See Your Evil』ではカメオ出演している。2018年に『Jalebi』で主演を務めた。

## スシャント・シン・ラージプート自殺事件

### 逮捕

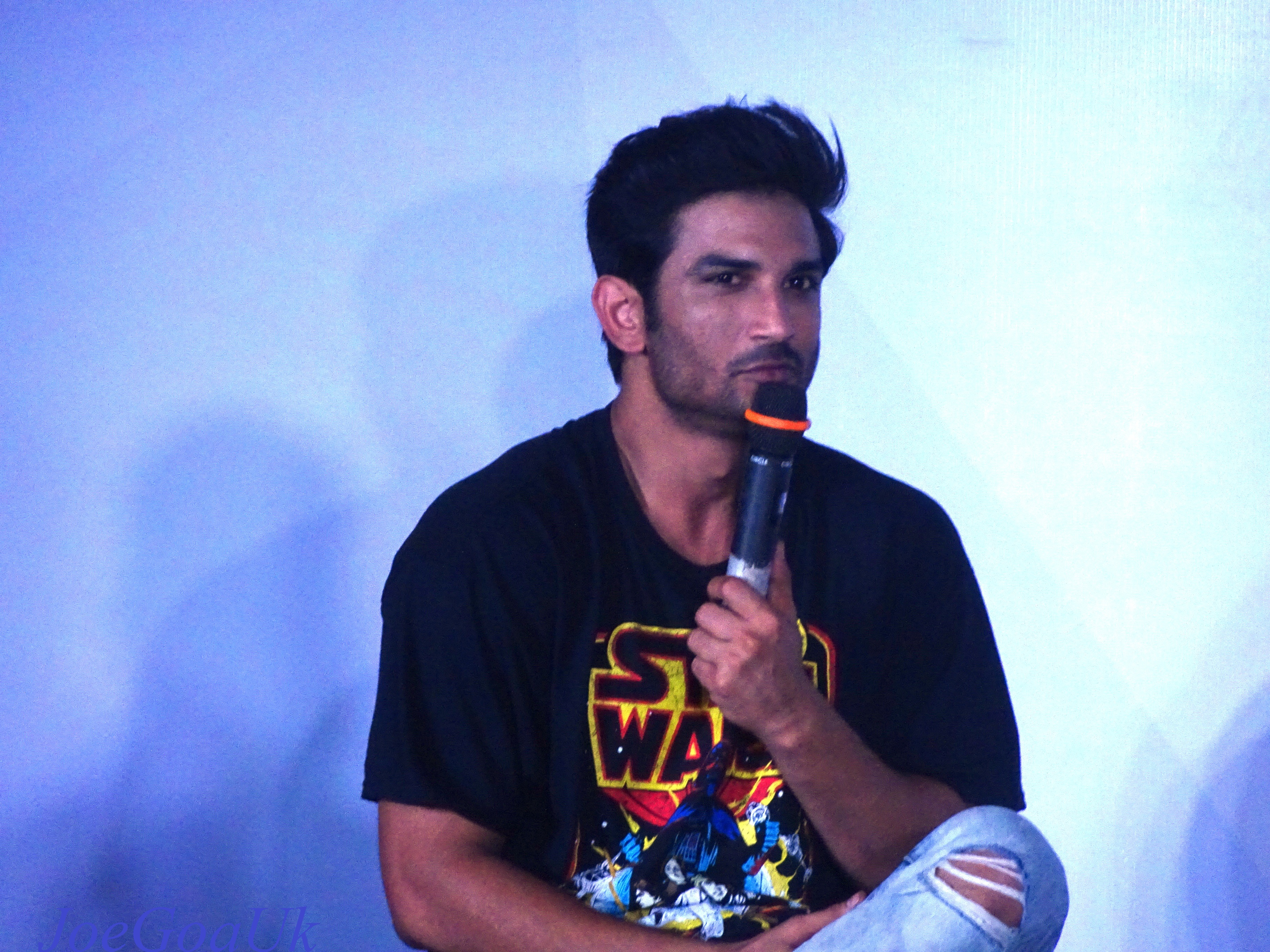
スシャント・シン・ラージプート（2017年）

2019年4月に出席したパーティーでスシャント・シン・ラージプートと出会い、間もなく交際関係に発展した。同年9月に兄、スシャントと共同でAI企業「Vividrage Rhealityx」を設立した。2人は同年12月に同居を始めたが、リアは不安障害のため2020年6月8日に実家に戻り、スシャントは同月14日に自殺した。リアは同日中に病院の遺体安置所でスシャントの遺体と対面し、遺体が葬儀に向かう際には彼の足に触れて別れを交わした。
7月25日、スシャントの父K・K・シンはリアと彼女の親族6人が息子の自殺に関与したとして、住居地のビハール州のパトナ警察に犯罪被害報告書（FIR)を提出した。K・K・シンは「リアがスシャントを家族から引き離して支配下に置いていた」「スシャントの銀行口座から不正に預金を自分の口座に移していた」と主張しており、FIRの中で「リアがスシャントの医療領収書をメディアに公表すると脅していた」「スシャントのマネージャーのディシャ・サリアンの自殺を息子の責任にしようとしていた」と記している。8月7日に実施局がチャクラボルティー兄妹をマネーロンダリングの容疑で尋問し、同月19日にはインド最高裁判所がスシャントの死に関する捜査を中央捜査局が統轄することを承認した。9月8日に麻薬取締局はマリファナを入手してスシャントに供与した容疑でリアと彼女の兄を逮捕している。10月6日にムンバイ地方裁判所はリアの勾留期限を同月20日まで延長したが、翌7日にボンベイ高等裁判所は彼女に犯罪歴がなく保釈中に犯罪を犯す可能性が低いことや、スシャントへの薬物供与を主張する麻薬取締局の意見を否定し、保釈を認めた。

### 報道被害
2020年8月27日、BBCニュースはリアがスシャントの死をきっかけに「インドの著名なジャーナリストやソーシャルメディアによる悪質な憎悪キャンペーンの中にいる」と報じた。また、スシャントのファンと思われる人物がリアのInstagramに強姦・殺害をほのめかす脅迫を行い、さらに「自殺しなければ、あなたを殺すための人間を送り込む」とコメントを残したため、リアはサイバー警察に通報した。インド最高裁判所上級弁護士のメーナクシー・アローラは多くのメディアがリアに有罪判決を下しており、「彼女は首吊り・内臓抉り・四つ裂きの刑に処されている。完全なメディア裁判によってです」とコメントしている。リアの報道被害について、3人の弁護士がボンベイ高等裁判所に対して捜査を妨げる煽情的な報道を規制するように要請した。彼らは煽情的な報道を行っているメディアとしてタイムズ・ナウ、リパブリックTV、ジー・ニュース、NDTVインディア、ネットワーク18グループ、インディア・トゥデイを名指しで批判している。こうした事態を受け、インド議会が設立した報道監視機関インド報道評議会は同月28日に声明を発表し、スシャントの自殺事件を報道するメディアの姿勢は「ジャーナリズムの行動規範に著しく反している」と批判した。同評議会は「起訴された人物（リア・チャクラボルティー）」の罪を信じ込ませるための物語を報じることで「並行裁判」を行わないように要請している。10月7日にリアが保釈された際、サウスチャイナ・モーニング・ポストは「インドの誇大テレビチャンネルはCOVID-19との戦いや低カースト女性の強姦事件よりもこの事件を取り上げ、チャクラボルティーに殺人者のレッテルを貼った」と指摘した。バラエティ誌は「テレビキャスターたちは自らが裁判官兼陪審員となり、ゴールデンタイムで連日裁判を行っている」「視聴者たちはまるで進行中のドラマを視聴して楽しんでいるかのようだ」と指摘している。

## フィルモグラフィ

### 映画

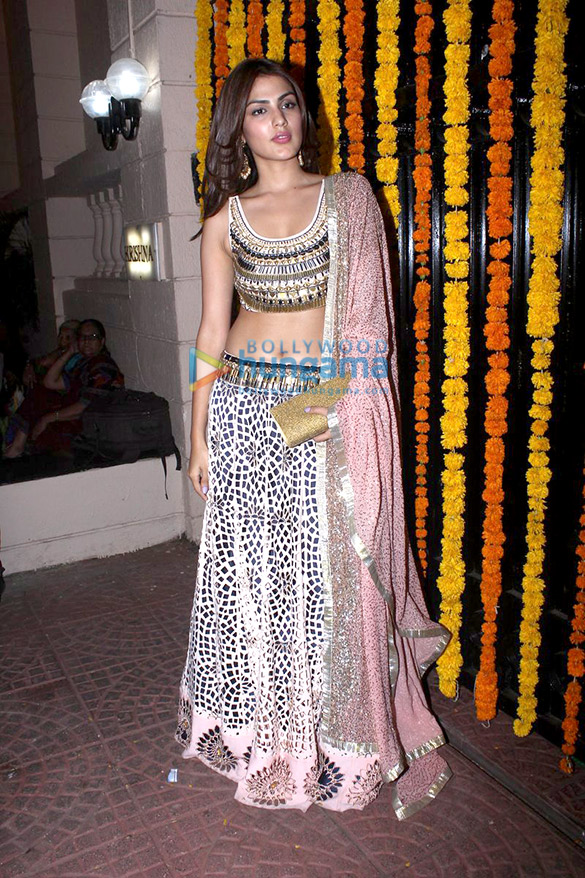
リア・チャクラボルティー（2016年）

- Tuneega Tuneega（2012年）
- Mere Dad Ki Maruti（2013年）
- Sonali Cable（2014年）
- Dobaara: See Your Evil（2017年）
- Half Girlfriend（2017年）
- Bank Chor（2017年）
- Jalebi（2018年）
- Chehre（2021年）[28]

### テレビ
- TVS Scooty Teen Diva
- Pepsi MTV Wassup
- Gone in 60 Seconds
- TicTac College Beat